# Rheinland-Pfalz-Radroute

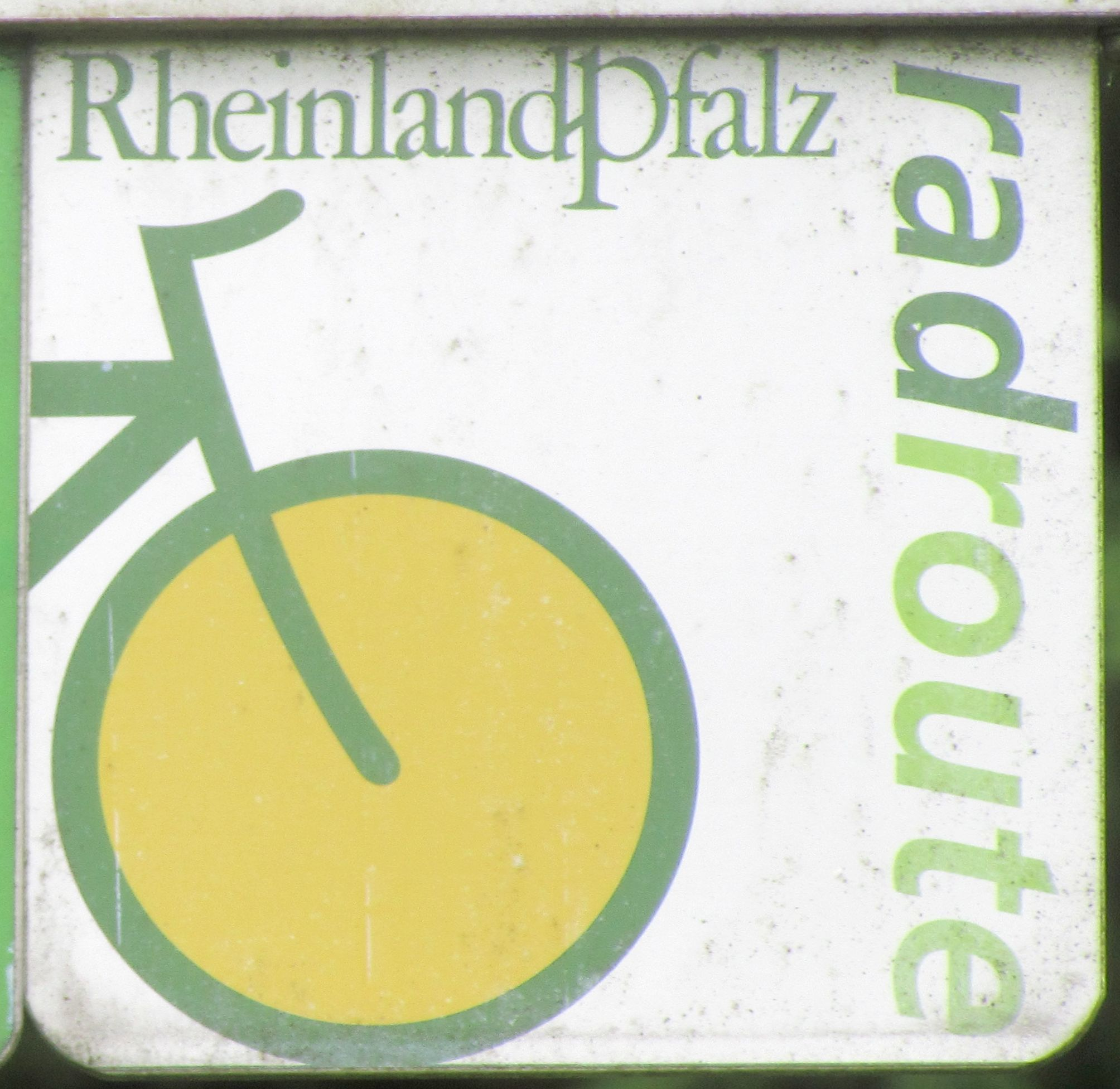
Logo

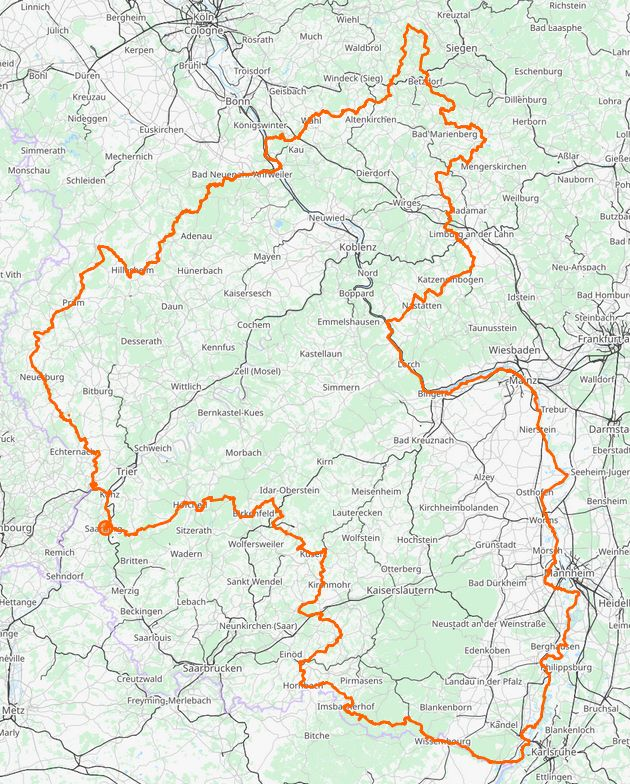
Verlauf der Route

Die Rheinland-Pfalz-Radroute ist ein ausgeschilderter Radwanderweg nahe an den Grenzen des deutschen Bundeslandes Rheinland-Pfalz. Die Rundstrecke hat eine Länge von 1044 km, überwindet etwa 8000 Höhenmeter und orientiert sich überwiegend an vorhandenen touristischen Themenwegen.
Die Strecken führen meist auf asphaltierten Rad-, Wirtschafts- oder Forstwegen und zu etwa 5 % auf wassergebundenen Decken.

## Etappen
1. Rheinaufwärts: Mainz – Worms – Neuburg am Rhein, 167 km
2. Südpfalz und Pfälzerwald: Neuburg am Rhein – Wissembourg (Grand Est) – Zweibrücken – Kusel, 180 km
3. Nahe-Hunsrück-Saar: Kusel – Birkenfeld – Hermeskeil – Saarburg – Wasserbilligerbrück, 136 km
4. Südliche Westeifel: Wasserbilligerbrück – Neuerburg – Prüm – Stadtkyll – Jünkerath – Bolsdorf, 135 km
5. Zum Ahrtal: Bolsdorf – Hillesheim – Üxheim – Dümpelfeld – Ahrbrück – Altenahr – Bad Neuenahr – Remagen-Kripp – Linz am Rhein, 84 km
6. Vom Rhein zum Westerwald: Linz am Rhein – Bad Honnef – Windhagen – Buchholz – Weyerbusch – Wissen/Sieg, 76 km
7. Hoher Westerwald: Wissen/Sieg – Wippe-Tal – Freudenberg (Siegerland) – Kirchen (Sieg) – Betzdorf – Fuchskaute – Westerburg, 115 km
8. Zur Lahn und zum Rhein: Westerburg – Wallmerod – Diez – Hahnstätten – Katzenelnbogen – St. Goarshausen – St. Goar, 90 km
9. Rheinaufwärts, Burgentour: St. Goar – Bingen – Mainz, 61 km

## Bilder

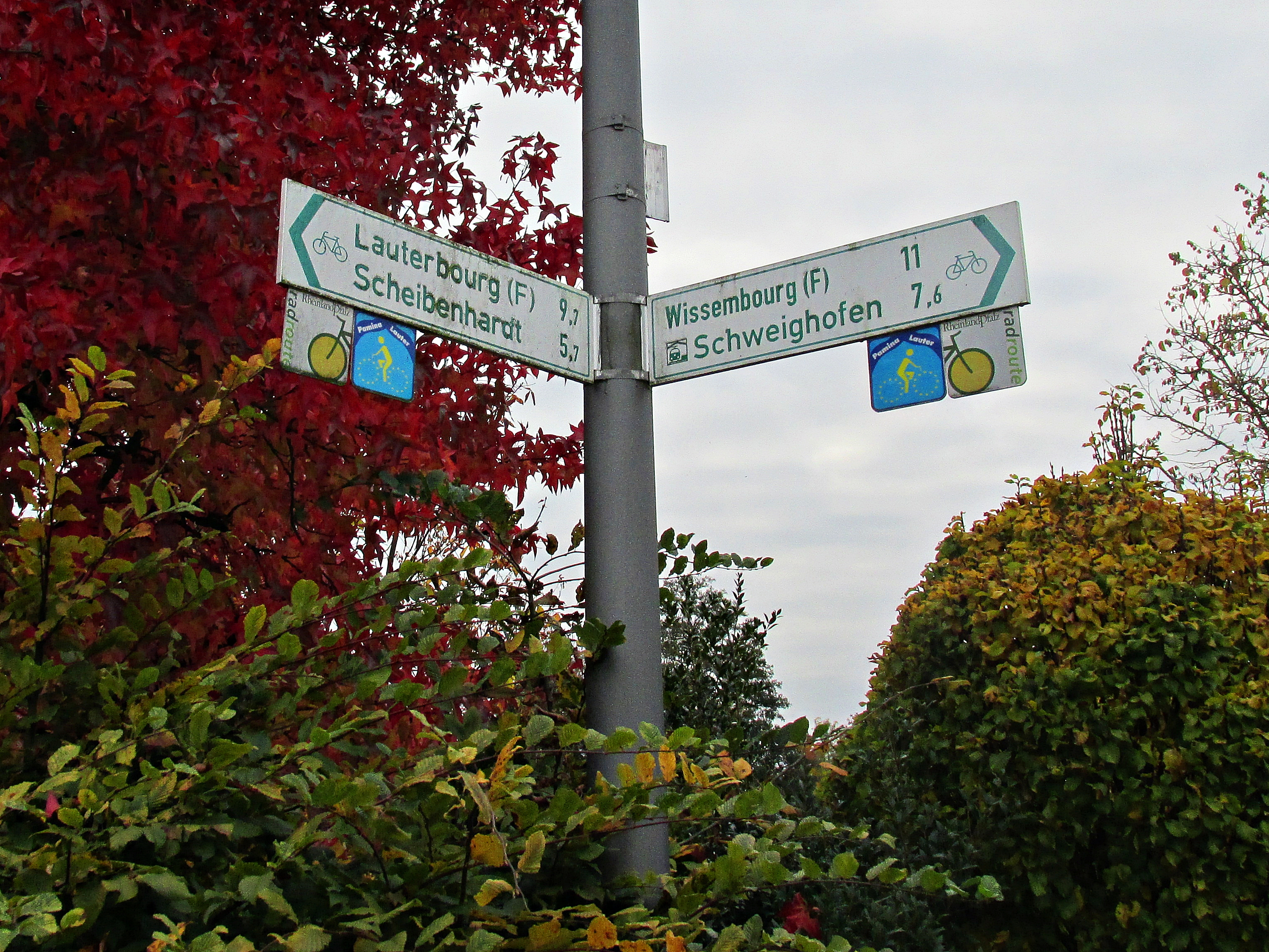
Beschilderung im Bienwald
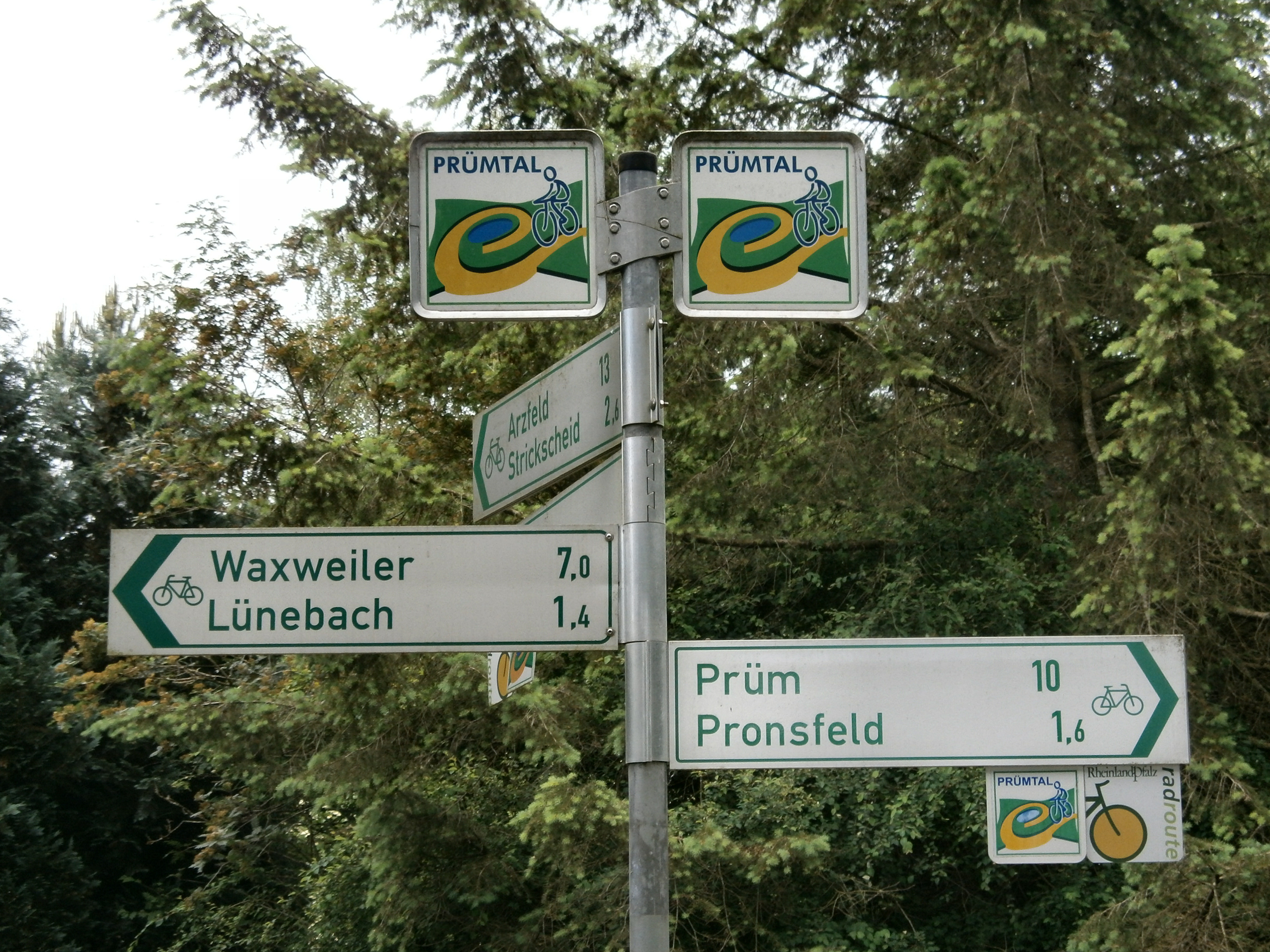
Beschilderung in der Eifel